# Brandivy
Brandivy é uma comuna francesa na região administrativa da Bretanha, no departamento Morbihan. Estende-se por uma área de 25,94 km². Em 2010 a comuna tinha 1 325 habitantes (densidade: 51,1 hab./km²).